# Edgar Morin

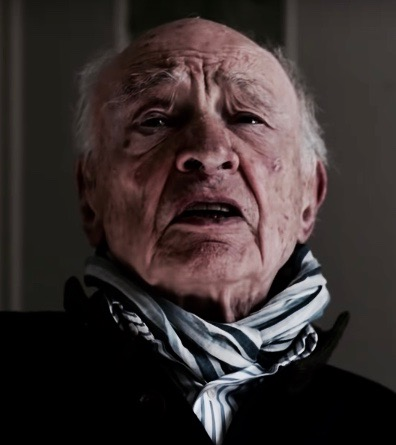
Edgar Morin, 2019.

Edgar Morin (ursprünglicher Name Edgar Nahoum; * 8. Juli 1921 in Paris, Frankreich) ist ein französischer Philosoph. Er ist emeritierter Directeur de recherche am Centre national de la recherche scientifique (CNRS) und der École des hautes études en sciences sociales (EHESS) in Paris.

## Leben
Morin entstammt einer sephardisch-jüdischen Familie aus Thessaloniki, bezeichnete sich jedoch immer als Atheisten. Er studierte an der Sorbonne Geschichte und Geographie. Ein weiterer Abschluss erfolgte später in Jura.
Während der Besetzung Frankreichs durch deutsche und italienische Truppen im Zweiten Weltkrieg übernahm Nahoum angesichts der Nazi-Kollaboration der Pétain-Regierung eine aktive Rolle in der französischen Résistance. Der damit verbundenen Lebensgefahr wegen legte er seinen jüdischen Familiennamen ab und wirkte unter dem Decknamen Morin. Dieses Pseudonym behielt er später bei und wurde unter diesem Namen bekannt. Nach dem Ende des Zweiten Weltkrieges arbeitete Morin in der Verwaltung der französischen Besatzungszone im besetzten Deutschland. Aus der ethnographisch nüchternen Haltung teilnehmender Beobachtung verfasste Morin das Buch L'an zéro de l'Allemagne (1946). Es ist der Bericht eines Augenzeugen über die Lage der teilweise hungernden deutschen Bevölkerung während der Nachkriegszeit. Dann erhielt Morin in Paris eine Anstellung im Centre national de la recherche scientifique. Hier konnte er sich mit soziologischen Problemen befassen.
Morins zeitweilige Sympathien für die Kommunistische Partei Frankreichs (PCF), der er in der Résistance beigetreten war, kühlten sich nach 1949 ab. Er wurde schließlich aus der Partei ausgeschlossen. Er war Anfang der 1950er Jahre Mitglied der anti-dogmatischen, marxistischen Gruppe Socialisme ou barbarie.
Das umfangreiche Archiv Morins befindet sich seit 2001 im Institut mémoires de l’édition contemporaine (IMEC) und wird vom Autor selbst fortlaufend ergänzt.

## Die Methode – Die Natur der Natur

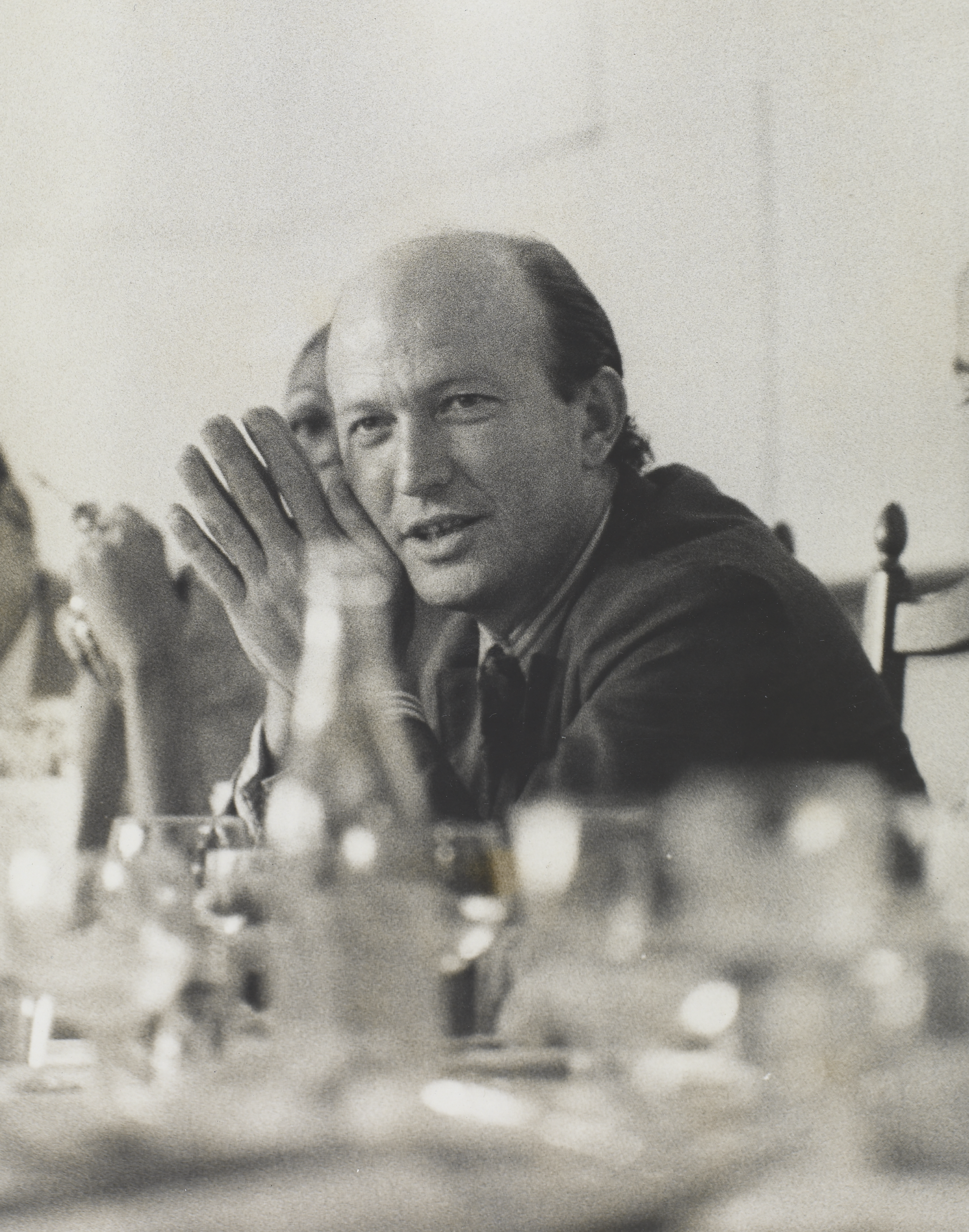
Edgar Morin bei einem Kolloquium in Rio de Janeiro, 1972.

In seinem sechsbändigen Hauptwerk wird eine zukunftsorientierte Philosophie entwickelt. Morin spannt einen Bogen von der Natur über das Menschsein bis zur Ethik und Politik. Im ersten Band Die Natur der Natur (1977) geht er radikal gegen das Paradigma der Vereinfachung bzw. den wissenschaftlichen Reduktionismus und linear kausalen Determinismus vor, besonders gegen den strengen Reduktionismus in den Naturwissenschaften (reduktionistisches Dogma der Erklärung). Danach produzieren unter denselben Bedingungen dieselben Ursachen stets dieselben Wirkungen. Abweichende Ursachen und abweichende Wirkungen werden ignoriert. Morin spricht daher auch von der Krise der klassischen Physik. „Das Denken, welches vereinfacht, ist zur Barbarei der Wissenschaft geworden. Dies ist die spezifische Barbarei unserer Zivilisation“. Neben dem Reduktionismus verurteilt er das, was er den Binarismus nennt, etwas in wahr oder falsch zu zerlegen, das tatsächlich nur teilweise wahr oder teilweise falsch oder gleichzeitig wahr und falsch ist. Lineare Kausalität (Kausalprinzip) ignoriert gegenseitige Beeinflussungen und Abhängigkeiten mit Rückwärtsschleifen. Die Naturgesetze stellen aber nur einen Ausschnitt eines vielgewichtigen Phänomens dar, welches die Existenz des Betrachters ebenso beinhaltet wie die Organisation bzw. Methode des Betrachtens. Beide werden durch die Wissenschaft isoliert. Morin verurteilt diese, aus seiner Sicht dominierenden Sichtweisen, da sie die Realität verfälschen. Unsere Methode der „absurden Parzellierung“ erzeugt nach Morin eine globale Unwissenheit.
Stattdessen bricht Morin mit der Vereinfachung und plädiert als Vordenker der Systemtheorie für eine Reform des Denkens und damit dafür, die Komplexität aller Natur- und Lebensbereiche zu erkennen und auszuarbeiten. Er spricht daher vom Prinzip der Komplexität. Komplexität ist nicht linear, sondern zirkulär und interrelational. Der Mensch erzeugt unaufhörlich Emergenzen. Wir müssen die Illusion aufgeben, wir würden in einer Erkenntnisgesellschaft leben. Tatsächlich, so Morin, leben wir in einer Gesellschaft mit voneinander getrennten Erkenntnissen (Disziplinen). Die Reform des Denkens, die er fordert, muss die Einzelerkenntnisse wieder verbinden, die Teile mit dem Ganzen und das Ganze mit den Teilen, die Beziehung des Globalen mit dem Lokalen und des Lokalen mit dem Globalen begreifen. Wir brauchen ein Denken, das in der Lage ist, die Herausforderung der Komplexität des Realen anzunehmen. „Von nun an sind Objekte nicht länger nur Objekte, Dinge nicht länger nur Dinge; jedes Objekt einer Beobachtung oder einer Studie muss künftig als Funktion seiner Organisation, seiner Umwelt, seines Beobachters begriffen werden.“ Die Ungewissheit der Erkenntnis und die Erkenntnis der Ungewissheit müssen in dieses Denken integriert werden. „Komplexe Erkenntnis kann nicht operational sein wie klassische Wissenschaft“. Der Grat zwischen Chaos, Nichts-Aussagen-können und der Anerkennung der Komplexität und Handeln-Können (Operationalität) bleibt am Ende des ersten Bandes schmal: Es gibt keine einfachen Antworten auf komplexe Probleme. Zu gesellschaftlichen Fragen gibt es nie einfache Lösungen.
Morin weiß heute, dass erste „Revolutionen“ in die von ihm geforderte Denkrichtung verlaufen und absolutem Determinismus entgegenwirken. Er weiß, dass die Komplexitätstheorie existiert, der Zweite Hauptsatz der Thermodynamik und vorsichtige Ansätze interdisziplinärer Wissenschaft. Morin attestiert daher heute, dass die Wissenschaft in Einzelfällen begonnen hat, komplexes Denken aufzugreifen. So bezeichnet er die Ökologie als erste interdisziplinäre Wissenschaft. Sie vereint physische, geologische, meteorologische und biologische Erkenntnisse (Mikrobiologie, Botanik, Zoologie). Nach wie vor steht aber eine gesamtheitliche Reform des Denkens für ihn aus.

## Zitat
„Edgar Morin ist eine der erstaunlichsten Erscheinungen im zeitgenössischen Panorama des französischen Denkens. Er ist vieles zugleich: Soziologe, Epistemologe, Anthropologe, Wissenschaftler und Wissenschaftstheorethiker in einem, Journalist, Vermittler, Zeuge seiner Zeit.“

## Preise und Auszeichnungen
Morin erhielt in Frankreich, Spanien, Portugal, Italien, Kanada, Bolivien, Dänemark, Belgien und in der Schweiz zahlreiche Auszeichnungen sowie Ehrendoktorwürden von mindestens vierzehn Universitäten.
- 1987: Prix européen de l’essai Charles Veillon, für sein Lebenswerk.
- 1992: Offizier der Ehrenlegion
- 1994: Premi Internacional Catalunya
- 2001: Kommandeur der Ehrenlegion
- 2012: Großoffizier des Ordre national du Mérite
- 2012: Médaille de la Ville de Paris
- 2015: Adam-Mickiewicz-Preis für Verdienste um die deutsch-französisch-polnische Zusammenarbeit in Europa, Komitee Weimarer Dreieck
- 2016: Großoffizier der Ehrenlegion
- 2017: korrespondierendes Mitglied der Academia Brasileira de Letras
- 2021: Großkreuz der Ehrenlegion
- Kommandeur des Ordre des Arts et des Lettres
- Großkreuz des Ordre de Sant'Iago de l'Épée (Portugal)
- Kommandeur des Ordre du Mérite Intellectuel (Marokko)
- Offizier des Orden del Mérito Civil

## Werke (Auswahl)

### La Méthode
- La Nature de la Nature. (= La Méthode, tome 1). Seuil, Paris 1981, ISBN 978-2-02-005771-4.
  - Deutsche Ausgabe: Die Natur der Natur. Aus dem Französischen übersetzt von Rainer E. Zimmermann. Turia + Kant, Wien 2010, ISBN 978-3-85132-538-6.
- La Vie de la Vie. (= La Méthode, tome 2). Seuil, Paris 1980, ISBN 2-02-005637-2.
- La Connaissance de la Connaissance (= La Méthode, tome 3). Seuil, Paris 1992, ISBN 978-2-02-014440-7.
- Les Idées. (= La Méthode, tome 4). Seuil, Paris 1995, ISBN 978-2-02-023960-8.
- L'humanité de l'humanité. L'Identité Humaine. (= La Méthode, tome 5). Seuil, Paris 2001, ISBN 978-2-02-022715-5.

### Monografien
- L’an zéro de l’Allemagne. Cité universelle, Paris 1946.
  - Deutsche Ausgabe: Das Jahr Null. Ein Franzose sieht Deutschland. Aus dem Französischen übersetzt von Ingeborg Havemann. Vorwort von Rudolf Leonhard. Umschlagentwurf von Klaus Wittkugel. Volk und Welt, Berlin 1948, PDF-Datei.[17]
- L'esprit du Temps. Essai de la Culture de Masse. Paris 1962.
  - Deutsche Ausgabe: Der Geist der Zeit. Versuch über die Massenkultur. Aus dem Französischen übersetzt von Margaret Carroux. Kiepenheuer & Witsch, Köln 1965.
- Le paradigme perdu. La nature humaine. Seuil, Paris 1973, ISBN 2-02-005343-8.
  - Deutsche Ausgabe: Das Rätsel des Humanen. Grundfragen einer neuen Anthropologie. Vorwort von Adolf Portmann. Aus dem Französischen übersetzt von Friedrich Griese. Piper, München 1974, ISBN 3-492-02093-3.
- Europa denken. Aus dem Französischen übersetzt von Linda Gränz. Campus, Frankfurt am Main 1991, ISBN 978-3-593-33978-8.
- mit Anne Brigitte Kern: Terre-Patrie. Seuil, Paris 1993, ISBN 978-2-02-012653-3.
  - Deutsche Ausgabe: Heimatland Erde. Versuch einer planetarischen Politik. Aus dem Französischen übersetzt von Horst Friessner. Herausgegeben von Wilfried Graf und Christoph Wulf. Promedia, Wien 1999, ISBN 978-3-85371-139-2.
- Les sept savoirs nécessaires à l’éducation du futur. Seuil, Paris 2000, ISBN 2-02-041964-5.
  - Deutsche Ausgabe: Die sieben Fundamente des Wissens für eine Erziehung der Zukunft. Aus dem Französischen übersetzt von Ina Brümann. Reinhold Krämer, Hamburg 2001, ISBN 3-89622-043-8.
- mit Stéphane Hessel: Le chemin de l’espérance. Fayard, Paris 2011, ISBN 978-2-213-66621-1.
  - Deutsche Ausgabe: Wege der Hoffnung. Aus dem Französischen übersetzt von Michael Kogon. Ullstein, Berlin 2012, ISBN 978-3-550-08006-7.
- La Voie. Pour l'avenir de l'humanité. 2011
  - Deutsche Ausgabe: Der Weg. Für die Zukunft der Menschheit. Aus dem Französischen übersetzt von Ina Brümann. Reinhold Krämer, Hamburg 2012, ISBN 978-3-89622-113-1.
- mit Mauro Ceruti: La nostra Europa. Raffaello Cortina Editore, Mailand 2013.
  - Deutsche Ausgabe: Unser Europa. 65 Thesen. Aus dem Italienischen übersetzt von Tilman Gretenkord. Turia + Kant, Wien 2023, ISBN 978-3-85132-900-1.
- De guerre en guerre. De 1940 à l’Ukraine. Les Éditions de l’Aube, La Tour d’Aigues 2023.
  - Deutsche Ausgabe: Von Krieg zu Krieg. Von 1940 bis zur Invasion der Ukraine. Herausgegeben von Werner Wintersteiner und Wilfried Graf. Aus dem Französischen übersetzt von Werner Wintersteiner. Turia + Kant, Wien 2023, ISBN 978-3-98514-075-6.

### Essays
- The Challenge of Complexity. Essays by Edgar Morin. Herausgegeben von Amy Heath-Carpentier. Liverpool University Press, Liverpool 2022.[18]

## Filmografie
Unter Mitarbeit von Morin
- Chronique d'un été (Paris 1960). Regie: Jean Rouch und Edgar Morin. Dokumentarfilm im Stil des Cinéma vérité. Frankreich, 1960.

Über Morin
- Ein Philosoph mit Einfluss: Edgar Morin. Regie: Jean-Michel Djian. Dokumentarfilm. Arte, Frankreich, 2020.